# 유라벤건담
유라벤건담은 건담 빌드다이버즈 리라이즈에 나오는 주인공의 2번째 기체이다. 기돈과 같이 코어체인지가 가능하며 저격수이다. 기존의 코어건담1이 아닌 코어건담 2로 변경됐으면 변형이 가능하다. 물론 기존에 쓰던 아머들도 합체가 가능하다. 마스포, 머큐원, 쥬피티브, 어스리, 세터닉스, 비투유닛, 넵테이트 유라벤건담은 코어건담 2와 우라노스 아머가 합체하여 유라벤건담이라고한다 저격수답게 무장은 저격총이다. 이름은 고빔슈라이플이다. 서브그립도 탑재되어있으며 핀판넬이 5개이다 어깨 2개 등 1개 다리양옆에 5개 프라모델에서도 그대로 제현되었고, 기존의 코어건담1 프라모델은 허리관절이 없었지만 생겼다. 하지만 어깨관절은 헐겁다. 가격은 20000원에서 30000원에서 판매되고있다.